# Біфоназол
Біфоназол — синтетичний протигрибковий препарат, що належить до підгрупи імідазолів класу азолів для місцевого застосування.

## Фармакологічні властивості
Біфоназол — синтетичний протигрибковий препарат, що належить до класу азолів широкого спектра дії. Препарат має як фунгіцидну, так і фунгістатичну дію, що залежить від виду патогенних грибків. Механізм дії біфоназолу полягає в пошкодженні клітинних мембран грибків, пригніченні процесів клітинного дихання, порушенні синтезу стеролів на двох різних рівнях. До препарату чутливі грибки родів Candida spp, Malassezia spp., Scopulariopsis spp., Microsporum spp., Aspergillus spp., Trichophyton spp., Epidemiphyton spp. Чутливими до біфоназолу є також частина коків та коринебактерій.

### Фармакокінетика
Біфоназол практично не всмоктується всередину зі шкіри, із поверхні зі здоровою шкірою всмоктується 0,6—0,8% препарату, із пошкодженої шкіри — 2-4%.Біфоназол глибоко проникає в шкіру, максимальна концентрація в шкірі досягається протягом 6 годин. Період напіввиведення з шкіри коливається від 19 до 32 годин. Немає даних про проникнення препарату через гематоенцефалічний бар'єр, плацентарний бар'єр та екскрецію в грудне молоко. Даних про системний метаболізм препарату та шлях виведення з організму немає.

## Показання до застосування
Біфоназол застосовується при заворюваннях шкіри, що викликані чутливими до препарату грибками та бактеріями: поверхневих кандидозів та мікозів, дерматофітіях, еритразмі, різнобарвному лишаї.

## Побічна дія
При застосуванні біфоназолу можливий розвиток наступних побічних ефектів, які минають після закінчення застосування препарату: біль та набряк шкіри, мацерація, алергічний дерматит, еритема, екзема, свербіж шкіри, висипання на шкірі, кропив'янка, відчуття жару на шкірі.

## Протипокази
Біфоназол протипоказаний при підвищеній чутливості до імідазолів, у І триместрі вагітності. З обережністю застосовується в ІІ та ІІІ триместрі вагітності, під час годування грудьми.

## Форми випуску
Біфоназол випускається у вигляді 1% крему по 15 г. для зовнішнього застосування, 1% гелю по 15 г. для зовнішнього застосування, та 1% розчину для зовнішнього застосування. Біфоназол випускається також у вигляді комбінованого препарату разом із сечовиною у вигляді мазі для зовнішнього застосування.